# Meaux
Meaux [mo] (lateinisch seit der Spätantike Meldis, klassisch-lateinisch Iantinum) ist eine französische Gemeinde mit 56.659 Einwohnern (Stand 1. Januar 2022) im Département Seine-et-Marne in der Region Île-de-France. Sie ist der Hauptort (Sitz der Unterpräfektur) des Arrondissements Meaux. Ihre Einwohner werden Meldois genannt.

## Geographie
Meaux ist die bevölkerungsreichste Stadt des Departements. Sie liegt im Norden des Bezirks in einer Schleife der Marne und am Canal de l’Ourcq, rund 40 Kilometer östlich von Paris, wohin sehr viele Einwohner zur Arbeit pendeln. Darüber hinaus lebt die Stadt als Markt der Region Brie vor allem von der Milch-, Käse- und Viehproduktion. Der Brie de Meaux ist eine weltbekannte geschützte Käsesorte (AOC seit 1980).

## Geschichte
Der Name der Stadt, die ursprünglich Iantinum hieß, stammt vom gallischen Stamm der Meldi (Civitas Meldorum). Eine Weiheinschrift mit dem Namen des Gottes Atesmerius wurde hier gefunden. Sie wurde im 3. Jahrhundert durch Dionysius von Paris (Saint Denis) christianisiert, dem nach seinem Märtyrertod der heilige Saintin folgte, der erste Bischof von Meaux. In merowingischer Zeit war Meaux der Hauptort des Pagus Meldensis. Der Reichtum der Stadt führte im 9. Jahrhundert, vor allem 852 und 886, zu Überfällen der Wikinger.
Von 888/889 bis 1019/1021 war Meaux Hauptstadt der Grafschaft Meaux, die sich im Besitz des Grafenhauses Vermandois, einer Linie der Karolinger, befand. Im 14. Jahrhundert fielen Stadt und Grafschaft mit der Champagne an den König. 1229 überließ Raimund VII., Graf von Poitiers und Toulouse, im Vertrag von Meaux alle seine Besitzungen am linken Ufer der Rhône, u. a. auch das Comtat Venaissin, dem Papst. Am 22. Mai 1239 wurden in Meaux, also weitab von ihren zentralen Gebieten, 83 Katharer verbrannt.

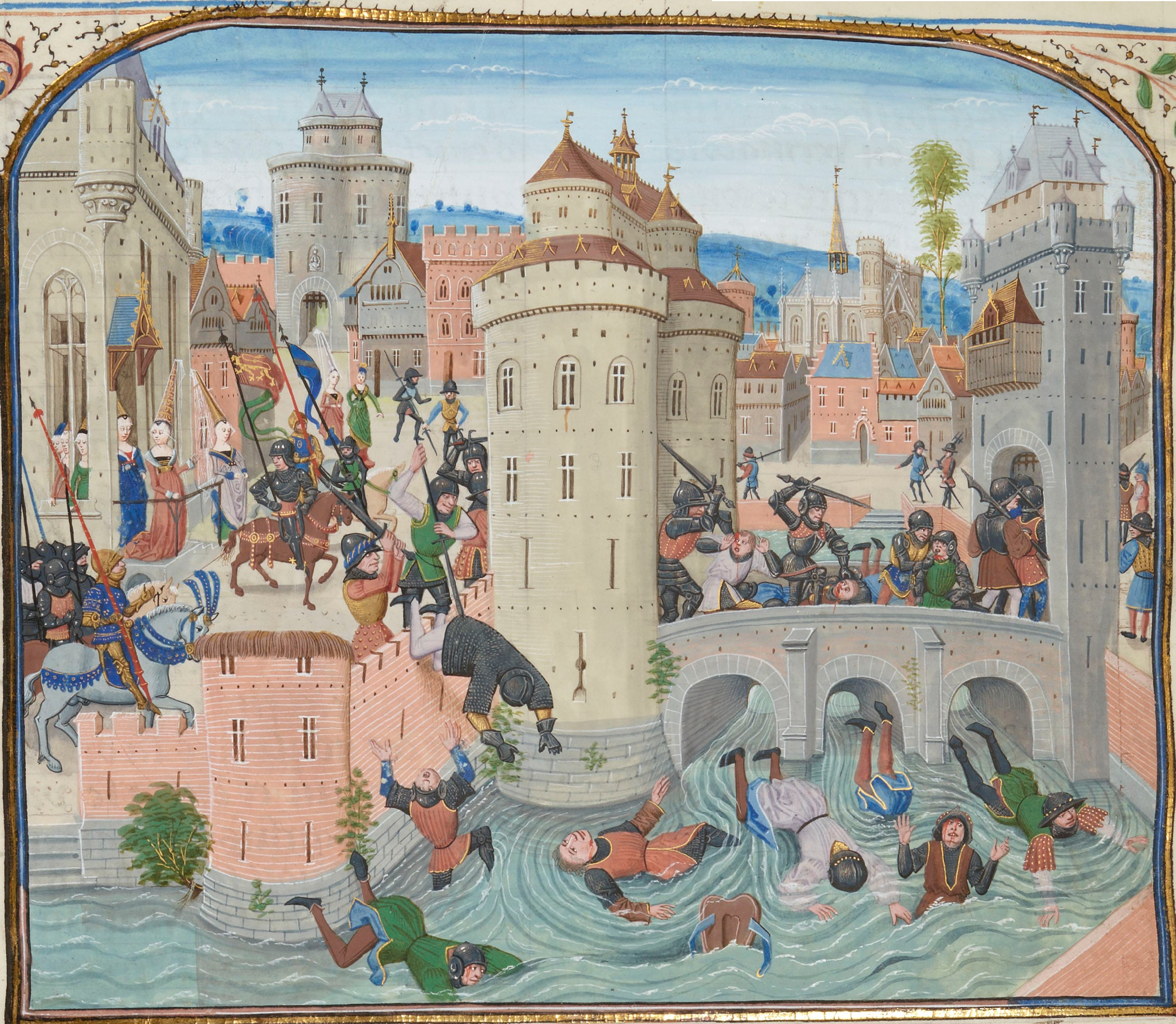
Das Massaker von Meaux 1358

Der Hundertjährige Krieg (1337–1453) traf die Stadt vergleichsweise schwer mit einer Aufeinanderfolge von Plünderungen, Seuchen und Hungersnöten. Diese Instabilität führte 1358 zu einem Aufstand der bäuerlichen Bevölkerung unter ihrem Anführer Guillaume Caillet. Sie brannten rund 60 größere Häuser nieder, ermordeten ihre Bewohner, so dass der Adel sich versteckte, als die Aufständischen vor der Stadt erschienen. Die Einwohner öffneten ihnen die Tore, der Bürgermeister selbst, Jean Soulas, führte sie zu den Verstecken der Adligen. Gaston Phoebus, der Graf von Foix, unterdrückte die Revolte an der Spitze eines Ritterheeres. Als Strafe wurde der Bürgermeister gehängt und die Stadt Meaux zwei Wochen lang den Flammen ausgesetzt. 1421/22 wurde Meaux sechs Monate lang von den Engländern belagert. Nach der Übergabe der Stadt wurden die Verteidiger gehängt oder geköpft.
Meaux war im 16. Jahrhundert eine der aktivsten Städte, als es um die Ausbreitung des Protestantismus ging (Guillaume Briçonnet, Jacques Lefèvre d’Étaples, genannt Faber Stapulensis, Guillaume Farel, Jean Leclerc). 1546 wurden 60 Protestanten, darunter Pierre Leclerc, öffentlich verbrannt, viele weitere verbannt. Ab 1562, mit der Tolerierung der protestantischen Religionsgemeinschaft im Edikt von Saint-Germain-en-Laye, versuchten die bisher Verfolgten, die Herrschaft in der Stadt zu übernehmen, was mit der Bartholomäusnacht 1572 ihr Ende fand. In den Hugenottenkriegen (1562 bis 1598) stand Meaux aufseiten der Liga, bis sie sich 1593 König Heinrich IV. unterwarf.
Während des Deutsch-Französischen Kriegs war Meaux vom 15. bis zum 19. September 1870 das Hauptquartier des Königs Wilhelm I. von Preußen.
Meaux war der Paris nahegelegenste Punkt, den die deutsche Armee im September 1914 (Erster Weltkrieg) erreichte. Die 26 Meter hohe Monumentalstatue La Liberté éplorée des amerikanischen Künstlers Frederick William MacMonnies unmittelbar am Musée de la Grande Guerre du Pays de Meaux markiert den Ort ().

## Sehenswürdigkeiten
Siehe auch: Liste der Monuments historiques in Meaux
- gallorömische Stadtmauern
- Zeugnisse der bischöflichen Stadt:
  - Kathedrale St. Étienne (12.–15. Jahrhundert) mit einer Fassade im spätgotischen Flamboyantstil und Seitenportalen aus dem 13. Jahrhundert
  - Bischofspalast (12.–16. Jahrhundert), das heutige Musée Bossuet
  - Ehemaliges Domkapitel (13. Jahrhundert)
  - Garten Bossuets
  - Ruine Tour du Gué
- Unité d’Habitation, ein Wohnblock von Le Corbusier (1957–1959) projektiert, aber nie ausgeführt
- Musée de la Grande Guerre du Pays de Meaux[1], Museum über den Ersten Weltkrieg

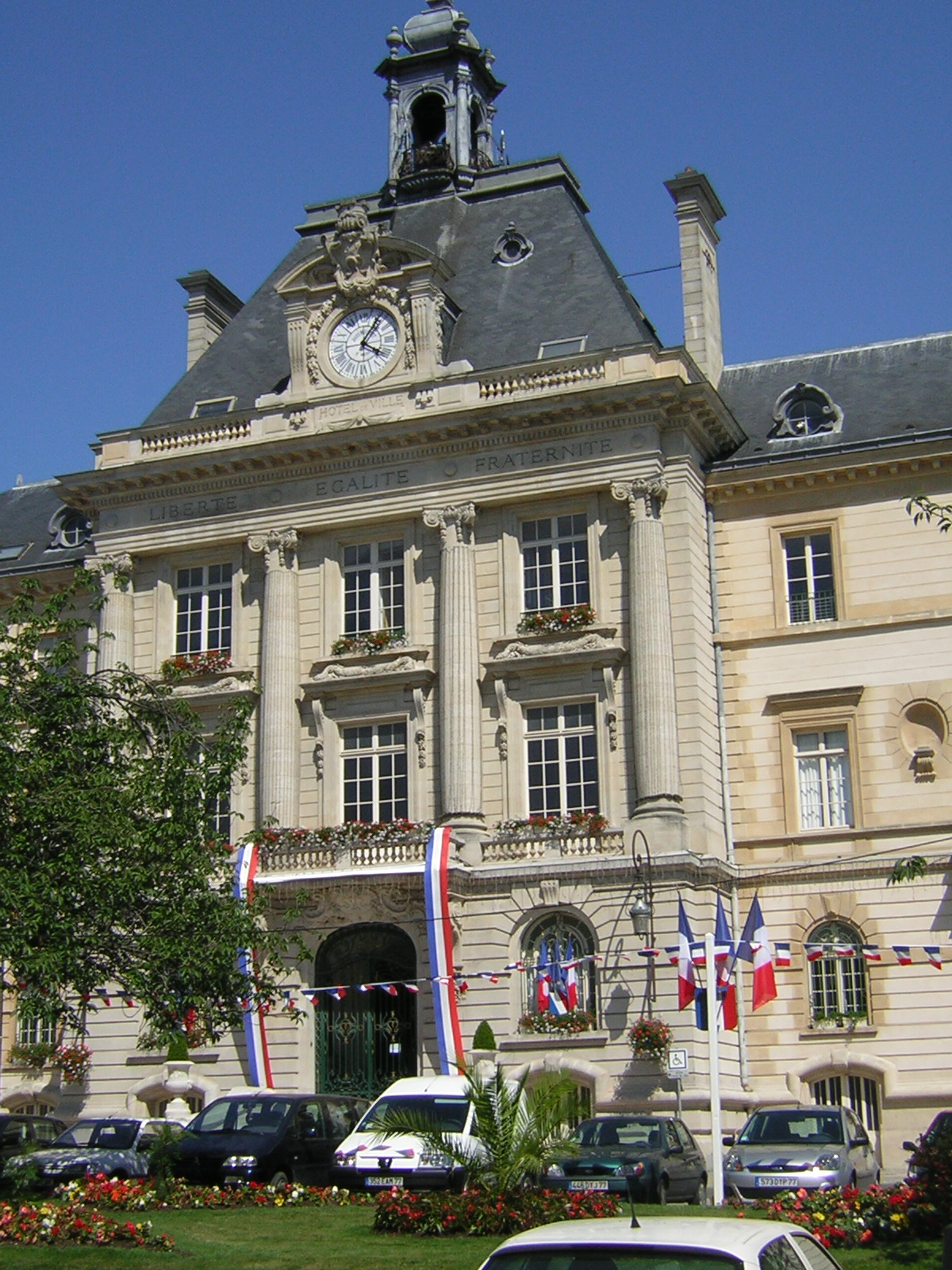
Rathaus
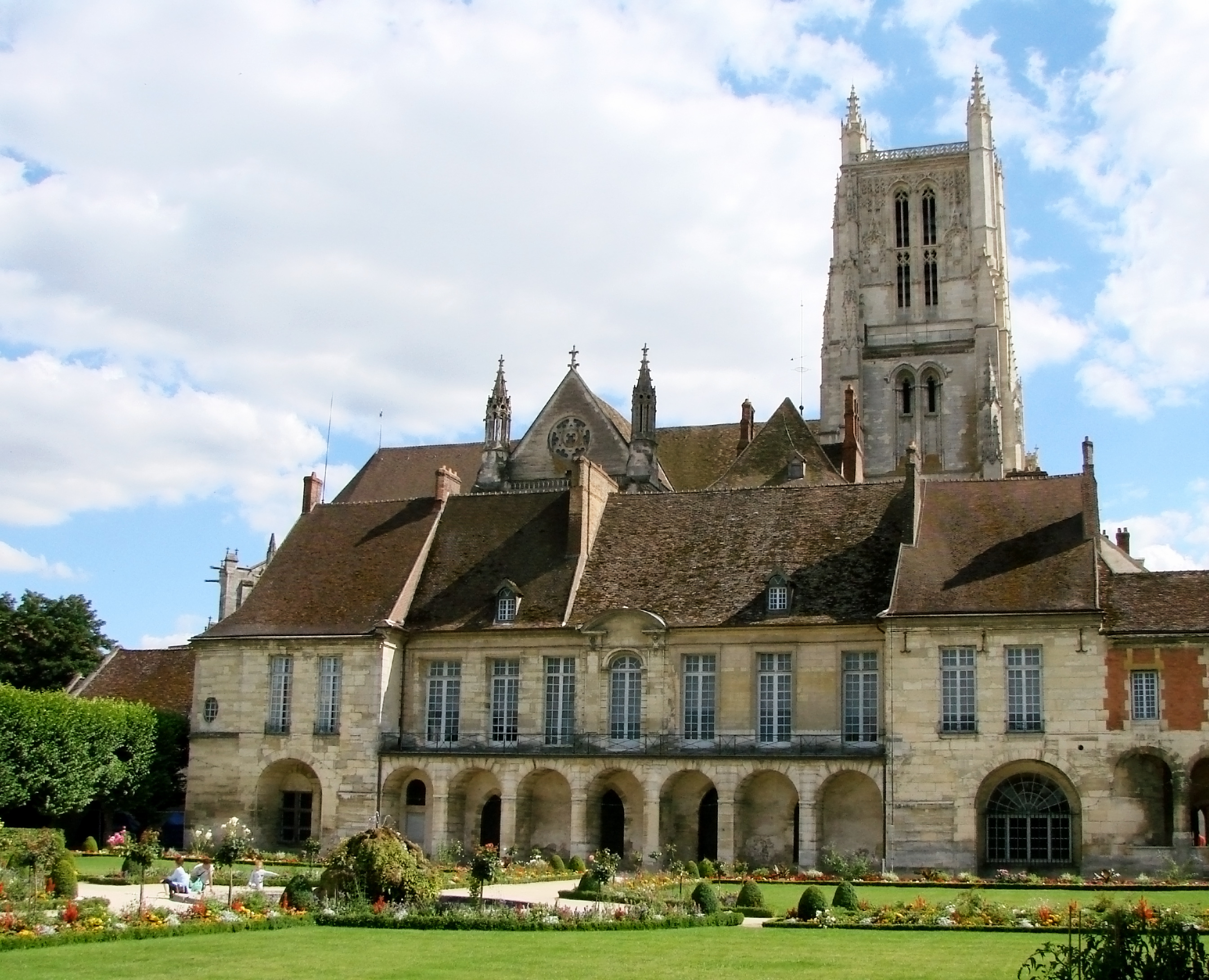
Kathedrale St. Étienne
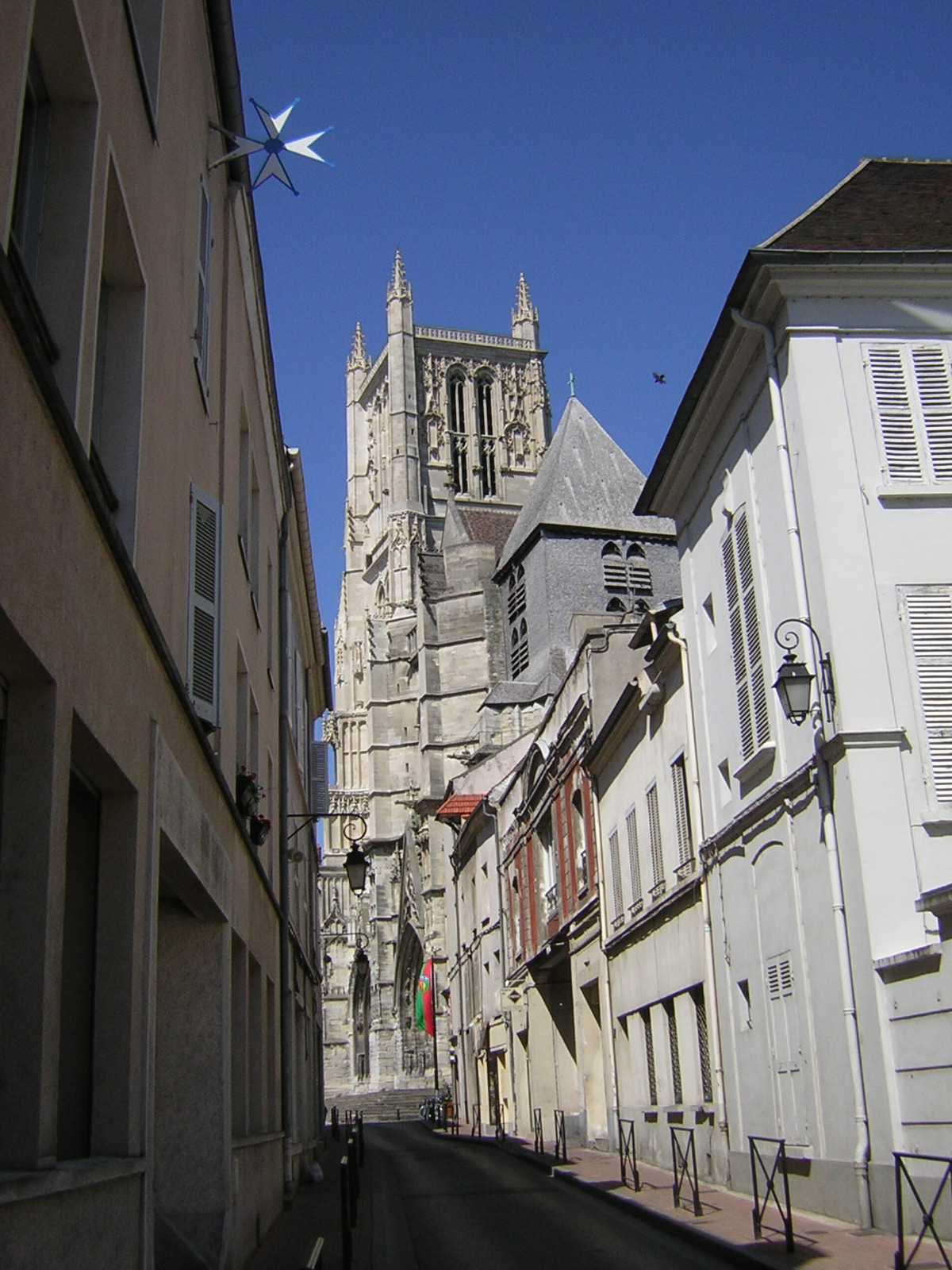
Kathedrale St. Étienne
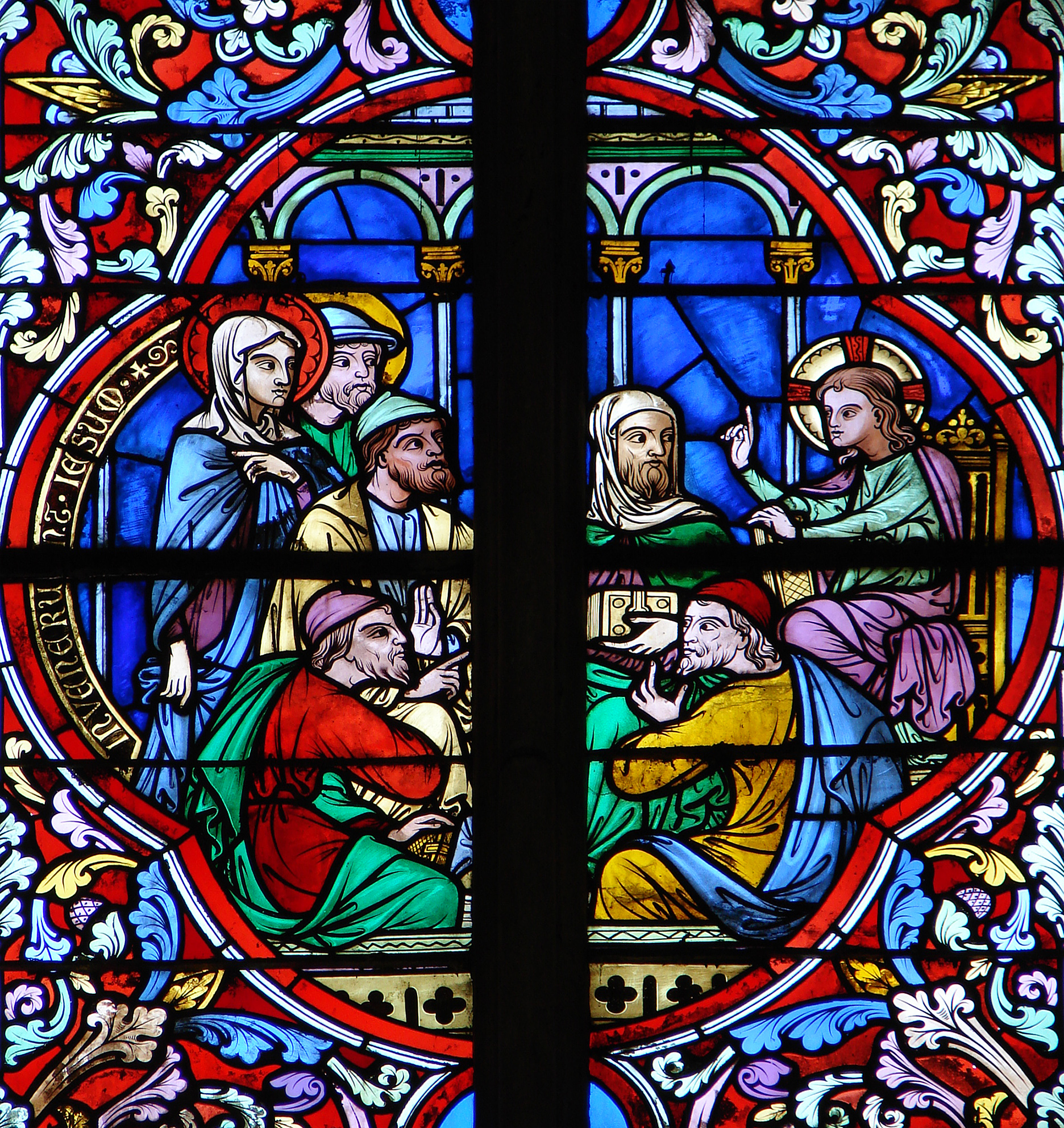
Fenster der Kathedrale St. Étienne
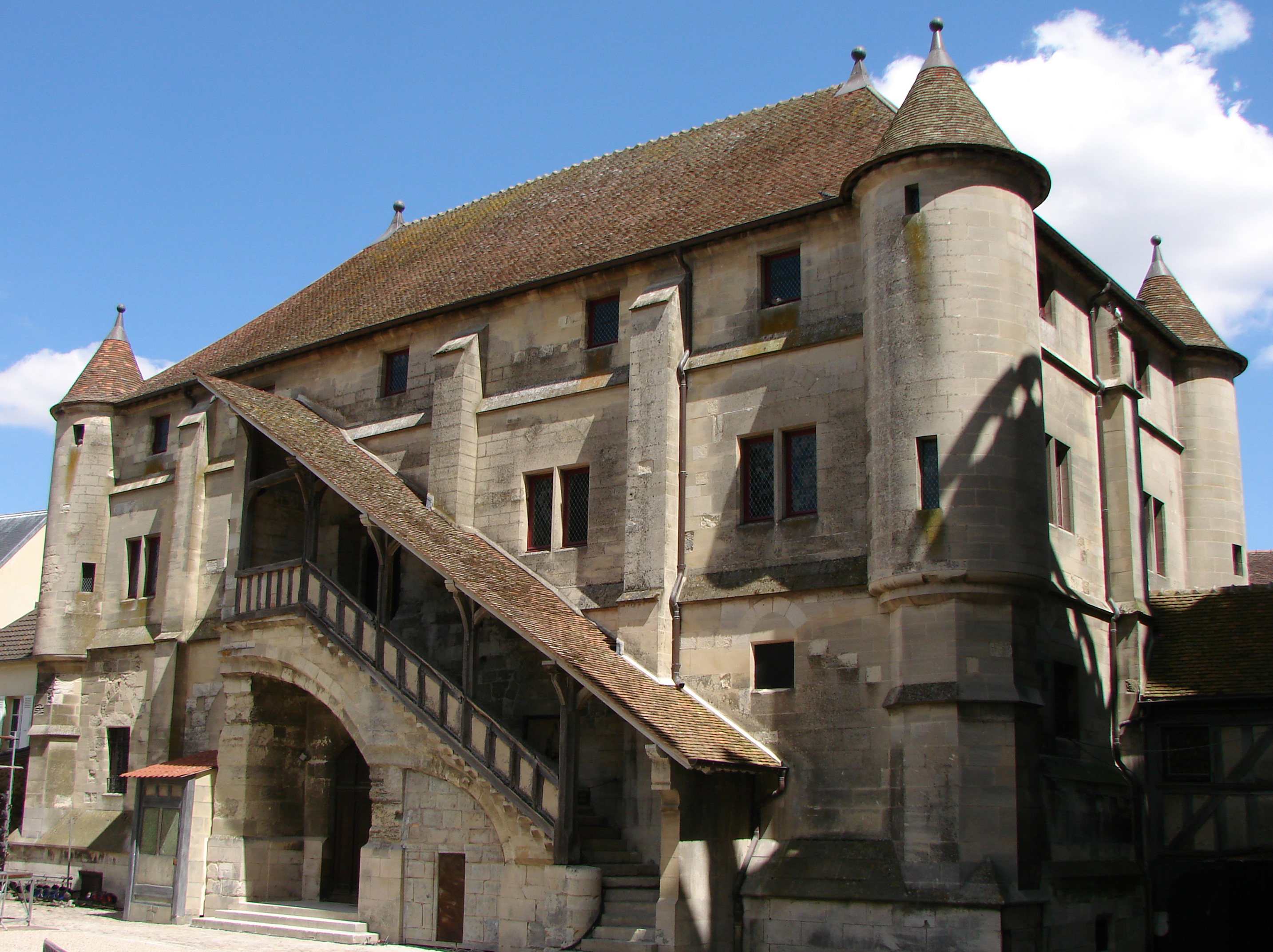
Ehemaliges Domkapitel

## Städtepartnerschaften
- Basildon, Essex, Vereinigtes Königreich
- Heiligenhaus, Nordrhein-Westfalen, Deutschland

## Persönlichkeiten
- Burgundofaro (596 – um 672), 19. Bischof von Meaux
- Philippe de Vitry (1291–1361) war ein Komponist, Dichter und Musiktheoretiker, sein Hauptwerk war Ars nova.
- Persönlichkeiten der Reformation:
  - Guillaume Briçonnet (1470–1534), Bischof von Meaux
  - Jacques Lefèvre d’Étaples, genannt Faber Stapulensis (1450/55–1536), von 1521 bis 1523 Generalvikar in Meaux
  - Guillaume Farel (1489–1565), von 1521 bis 1523 Prediger in Meaux
  - Pierre Leclerc, 1546 evangelischer Hauptpastor von Meaux, noch im selben Jahr als einer der Vierzehn Märtyrer von Meaux verbrannt
- Jacques Bénigne Bossuet (1627–1704), genannt Aigle de Meaux (Adler von Meaux), war Bischof von Meaux
- Jean-Baptiste de La Noue (1701–1760), Schauspieler und Dramatiker
- Marie-Joseph Motier, Marquis de La Fayette (1757–1834) war Präfekt von Meaux
- Adrien Lucy (1794–1875), Vedutenmaler, in Meaux geboren
- Charlemagne Oscar Guet (1801–1871), Genre- und Porträtmaler
- Albert Guillon (1801–1854), Komponist, in Meaux geboren
- Amédée Rosier (1831–1898), Maler, in Meaux geboren
- Henri Moissan (1852–1907) aufgewachsen in Meaux, erhielt 1906 den Nobelpreis für Chemie
- Léon Charles Thévenin (1857–1926), Telegrafeningenieur
- Jean-Denis G. G. Lepage (* 1952), Historiker, Übersetzer und Autor
- Véronique Genest (* 1956), Schauspielerin
- Élisabeth Loisel (* 1963), Fußballspielerin und -trainerin
- Jean-François Copé (* 1964), Bürgermeister und ab 2012 Parteivorsitzender der konservativen UMP
- Boulet (* 1975), Autor und Comic-Zeichner
- Maud Fontenoy (* 1977), Wassersportlerin, bekannt für ihre Ozeanfahrten im Ruderboot
- Eric Leblacher (* 1978), Radrennfahrer
- Julie Fuchs (* 1984), Opernsängerin
- Geoffrey Jourdren (* 1986), Fußballtorhüter
- Lucas Digne (* 1993), Fußballspieler
- Marcel Tisserand (* 1993), Fußballspieler
- Ibrahima Sissoko (* 1997), Fußballspieler
- Wilson Odobert (* 2004), Fußballspieler